# Edition Junge Phantastik
Zur Förderung von Schülern und Studenten rief die Phantastische Bibliothek Wetzlar die Edition Junge Phantastik ins Leben. Jugendliche sollten angeregt werden, selbst zu schreiben. Ihre Fähigkeiten zum Erzählen wurden gefördert und ausgebildet. Die Geschichten entstanden durch Wettbewerbe oder Seminare.

## Edition Junge Phantastik
1. Vom Ende des Domes (Anthologie). Wetzlar: Förderkreis Phantastik in Wetzlar, 1993
2. Brücken zu anderen Welten (Anthologie). Wetzlar: Förderkreis Phantastik in Wetzlar
3. Tore zu anderen Welten (Anthologie). Wetzlar: Förderkreis Phantastik in Wetzlar, 1997
4. Dorothea Hühn: Römerin. Wetzlar: Förderkreis Phantastik in Wetzlar, 1997
5. Imago (Anthologie). Wetzlar: Förderkreis Phantastik in Wetzlar, 1997
6. Die Rückkehr der Drachen (Anthologie). Wetzlar: Förderkreis Phantastik in Wetzlar, 1998
7. Zeitenwende (Anthologie). Wetzlar: Förderkreis Phantastik in Wetzlar, 2000
8. Kaufhaus der Zukunft (SF-Roman). Wetzlar: Förderkreis Phantastik in Wetzlar, geplant
9. Artus (Anthologie). Wetzlar: Förderkreis Phantastik in Wetzlar, 2001